# Ruta 4 (Bolivien)
Die Ruta 4 ist eine Nationalstraße im südamerikanischen Andenstaat Bolivien.

## Streckenführung
Die Straße hat eine Länge von 1657 km und durchquert Bolivien von Westen nach Osten in kompletter Länge, von der Cordillera Occidental an der chilenischen Grenze bis zum Tiefland an der brasilianischen Grenze. Die Straße durchquert die Departamentos Oruro, La Paz, Cochabamba und Santa Cruz. Sie beginnt im Westen als Fortsetzung der chilenischen Ruta 11 bei Tambo Quemado und endet im Osten in der Stadt Puerto Suárez, von wo aus ein Abstecher der Ruta 4 nach Puerto Busch führt.
Die gesamte Ruta 4 ist asphaltiert bzw. betoniert und befindet sich in einem hervorragenden Zustand; einzig der von Puerto Suárez nach Puerto Busch an der brasilianischen Grenze entlang führende Arm ist noch nicht ausgebaut und besteht aus Schotter- und Erdpiste.

## Geschichte
Die Ruta 4 ist mit Dekret 25.134 vom 31. August 1998 zum Bestandteil des bolivianischen Nationalstraßennetzes "Red Vial Fundamental" erklärt worden.

## Streckenabschnitte

### Departamento Oruro
- km 000: Tambo Quemado
- km 020: Abzweig Sajama
- km 093: Abzweig Curahuara de Carangas

### Departamento La Paz
- km 132: Brücke über den Río Desaguadero
- km 134: Abzweig Callapa
- km 188: Patacamaya

weiter 90 km auf Ruta 1

### Departamento Oruro
- km 188: Caracollo
- km 196: Villa Pata
- km 205: Ocotavi
- km 211: Cohani
- km 218: Lequepalca

### Departamento La Paz
- km 226: Huayllamarca

### Departamento Cochabamba
- km 242: Lacolaconi
- km 252: Japo Kasa
- km 260: Tallija Confital
- km 271: Challa Grande
- km 284: Pongo Kasa
- km 288: Kjarkas
- km 290: Kallani Centro
- km 299: Huarancaiza
- km 305: Kochi Pampa
- km 315: Llavini
- km 337: Pirque
- km 339: Parotani
- km 345: Sipe Sipe
- km 357: Vinto
- km 364: Quillacollo
- km 377: Cochabamba
- km 393: Sacaba
- km 425: Colomi
- km 507: Puente Esperitu Santo II
- km 539: Villa Tunari
- km 558: Shinahota
- km 568: Chimoré
- km 599: Ivirgarzama
- km 644: Entre Ríos
- km 665: Bulo Bulo

### Departamento Santa Cruz
- km 685: Nuevo Horizonte
- km 697: San Germán
- km 704: El Palmar
- km 712: San Isidro Choré
- km 721: Yapacaní
- km 747: Buena Vista
- km 779: Portachuelo
- km 796: Montero
- km 821: Warnes
- km 852: Santa Cruz de la Sierra
- km 872: Cotoca
- km 896: Puerto Pailas
- km 903: Pailón
- km 986: Pozo del Tigre
- km 1074: Quimome
- km 1123: San José de Chiquitos
- km 1166: San Juan de Taperas
- km 1217: Chochís
- km 1257: Roboré
- km 1372: Santa Ana de Chiquitos
- km 1394: El Carmen Rivero Tórrez
- km 1485: Puerto Suárez, Abzweig nach Puerto Busch
- km 1497: Arroyo Concepción, Grenze nach Brasilien

Ast von Puerto Suárez nach Puerto Busch:
- km 1517: El Mutún
- km 1615: Puerto Busch